# Giải Jeffery-Williams
Giải Jeffery–Williams là một giải thưởng về toán học của Hội Toán học Canada, được trao hàng năm cho những người có đóng góp xuất sắc trong nghiên cứu toán học. Giải được trao lần đầu vào năm 1968.
Tên giải được đặt theo tên hai nhà toán học Ralph Lent Jeffery và Lloyd Williams.

## Các người đoạt giải
Nguồn: Canadian Mathematical Society
- 2014 Askold Khovanskii
- 2013 Zinovy Reichstein
- 2012 Roland Speicher
- 2011 Kai Behrend
- 2010 Mikhail Lyubich
- 2009 Stephen Kudla
- 2008 	Martin Barlow
- 2007 	Nassif Ghoussoub
- 2006 	Andrew Granville
- 2005 	Pierre Milman
- 2005 	Edward Bierstone
- 2004 	Joel Feldman
- 2003 	M. Ram Murty
- 2002 	Edwin Perkins
- 2001 	David Boyd
- 2000 	Không trao giải
- 1999 	John Friedlander
- 1998 	George Elliott
- 1997 	S. Halperin
- 1996 	Mark Goresky
- 1995 	R. V. Moody
- 1994 	D. Dawson
- 1993 	James Arthur
- 1992 	I. M. Sigal
- 1991 	P. Lancaster
- 1990 	Robert Steinberg
- 1989 	E. C. Milner
- 1988 	J. Lambeck
- 1987 	Louis Nirenberg
- 1986 	C. Herz
- 1985 	Laurent C. Siebenmann
- 1984 	Cathleen Synge Morawetz
- 1983 	Raoul Bott
- 1982 	Joseph Lipman
- 1981 	Jerrold E. Marsden
- 1980 	Robert Langlands
- 1979 	Israel Halperin
- 1978 G. Gratzer
- 1977 George F. D. Duff
- 1976 M. Wyman
- 1975 Nathan Saul Mendelsohn
- 1974 Hans J. Zassenhaus
- 1973 Harold Scott MacDonald Coxeter
- 1972 Philip J. Davis
- 1971 W. T. Tutte
- 1970 W. A. J. Luxemburg
- 1969 R. Pyke
- 1968 Irving Kaplansky